# Scanilepiformes
Die Scanilepiformes sind eine ausgestorbene Knochenfischordnung aus der Klasse der Strahlenflosser (Actinopterygii). Fossilien der Gruppe, die vor allem aus nicht marinen Ablagerungen aus der Trias stammen, wurden in Asien, Nordamerika und Schweden gefunden.

## Merkmale
Scanilepiformes hatten einen langgestreckten, spindelförmigen Körper und eine stumpfe Schnauze; sie erreichten Standardlängen von 10 cm (Fukangichthys) bis 1,25 m (Scanilepis). Auffallend ist ihre lange Rückenflosse, die von 51 (Fukangichthys) bis 150 (Scanilepis) Flossenstrahlen gestützt wurde. Der Hinterrand von Rücken- und Afterflosse war abgerundet, die Schwanzflosse abgerundet oder gerade. Der Schwanzstiel war kurz. Die Anzahl der Suborbitalia (Knochen unterhalb der Augenhöhle) lag bei zwei bis vier, die der Branchiostegalstrahlen auf jeder Seite bei 6 (Evenkia) bis 10 (Tanaocrossus).

## Systematik
Vor der Aufstellung der Ordnung durch Sytchevskaya im Jahr 1999 wurden die Gattungen der Scanilepiformes den Palaeonisciformes, Cheirolepiformes oder Perleidiformes zugerechnet. Die systematische Stellung der Scanilepiformes ist umstritten. Guang-Hui Xu und Mitarbeiter stellen sie in die Stammgruppe der Neopterygii, während Giles und Kollegen sie in einer 2017 veröffentlichten Studie als Schwestergruppe der Flösselhechte (Polypteridae) einordneten.
Das vereinfachte Kladogramm zeigt die zwei Alternativen der systematischen Stellung der Scanilepiformes innerhalb der Strahlenflosser (Actinopterygii):
|  | \| \| Echte Knochenfische (Teleostei) \| \| \| \| \| \| Knochenganoiden (Holostei) \| \| \| \| |
|  |                                                                                                |
|  | † Platysomiformes                                                                              |
|  |                                                                                                |
|  | Echte Knochenfische (Teleostei)                                                                |
|  |                                                                                                |
|  | Knochenganoiden (Holostei)                                                                     |
|  |                                                                                                |

|  | Echte Knochenfische (Teleostei) |
|  |                                 |
|  | Knochenganoiden (Holostei)      |
|  |                                 |

|  | \| \| Echte Knochenfische (Teleostei) \| \| \| \| \| \| Knochenganoiden (Holostei) \| \| \| \| |
|  |                                                                                                |
|  | † Platysomiformes                                                                              |
|  |                                                                                                |
|  | Echte Knochenfische (Teleostei)                                                                |
|  |                                                                                                |
|  | Knochenganoiden (Holostei)                                                                     |
|  |                                                                                                |

|  | Echte Knochenfische (Teleostei) |
|  |                                 |
|  | Knochenganoiden (Holostei)      |
|  |                                 |

|  | \| \| Echte Knochenfische (Teleostei) \| \| \| \| \| \| Knochenganoiden (Holostei) \| \| \| \| |
|  |                                                                                                |
|  | † Platysomiformes                                                                              |
|  |                                                                                                |
|  | Echte Knochenfische (Teleostei)                                                                |
|  |                                                                                                |
|  | Knochenganoiden (Holostei)                                                                     |
|  |                                                                                                |

|  | Echte Knochenfische (Teleostei) |
|  |                                 |
|  | Knochenganoiden (Holostei)      |
|  |                                 |

|  | \| \| Echte Knochenfische (Teleostei) \| \| \| \| \| \| Knochenganoiden (Holostei) \| \| \| \| |
|  |                                                                                                |
|  | † Platysomiformes                                                                              |
|  |                                                                                                |
|  | Echte Knochenfische (Teleostei)                                                                |
|  |                                                                                                |
|  | Knochenganoiden (Holostei)                                                                     |
|  |                                                                                                |

|  | Echte Knochenfische (Teleostei) |
|  |                                 |
|  | Knochenganoiden (Holostei)      |
|  |                                 |

|  | \| \| Echte Knochenfische (Teleostei) \| \| \| \| \| \| Knochenganoiden (Holostei) \| \| \| \| |
|  |                                                                                                |
|  | † Platysomiformes                                                                              |
|  |                                                                                                |
|  | Echte Knochenfische (Teleostei)                                                                |
|  |                                                                                                |
|  | Knochenganoiden (Holostei)                                                                     |
|  |                                                                                                |

|  | Echte Knochenfische (Teleostei) |
|  |                                 |
|  | Knochenganoiden (Holostei)      |
|  |                                 |

|  | \| \| Echte Knochenfische (Teleostei) \| \| \| \| \| \| Knochenganoiden (Holostei) \| \| \| \| |
|  |                                                                                                |
|  | † Platysomiformes                                                                              |
|  |                                                                                                |
|  | Echte Knochenfische (Teleostei)                                                                |
|  |                                                                                                |
|  | Knochenganoiden (Holostei)                                                                     |
|  |                                                                                                |

|  | Echte Knochenfische (Teleostei) |
|  |                                 |
|  | Knochenganoiden (Holostei)      |
|  |                                 |

|  | \| \| Echte Knochenfische (Teleostei) \| \| \| \| \| \| Knochenganoiden (Holostei) \| \| \| \| |
|  |                                                                                                |
|  | † Platysomiformes                                                                              |
|  |                                                                                                |
|  | Echte Knochenfische (Teleostei)                                                                |
|  |                                                                                                |
|  | Knochenganoiden (Holostei)                                                                     |
|  |                                                                                                |

|  | Echte Knochenfische (Teleostei) |
|  |                                 |
|  | Knochenganoiden (Holostei)      |
|  |                                 |

|  | \| \| Echte Knochenfische (Teleostei) \| \| \| \| \| \| Knochenganoiden (Holostei) \| \| \| \| |
|  |                                                                                                |
|  | † Platysomiformes                                                                              |
|  |                                                                                                |
|  | Echte Knochenfische (Teleostei)                                                                |
|  |                                                                                                |
|  | Knochenganoiden (Holostei)                                                                     |
|  |                                                                                                |

|  | Echte Knochenfische (Teleostei) |
|  |                                 |
|  | Knochenganoiden (Holostei)      |
|  |                                 |

|  | † Scanilepiformes nach Giles et al. |
|  |                                     |
|  | Flösselhechte (Polypteriformes)     |
|  |                                     |

|  | \| \| Echte Knochenfische (Teleostei) \| \| \| \| \| \| Knochenganoiden (Holostei) \| \| \| \| |
|  |                                                                                                |
|  | † Platysomiformes                                                                              |
|  |                                                                                                |
|  | Echte Knochenfische (Teleostei)                                                                |
|  |                                                                                                |
|  | Knochenganoiden (Holostei)                                                                     |
|  |                                                                                                |

|  | Echte Knochenfische (Teleostei) |
|  |                                 |
|  | Knochenganoiden (Holostei)      |
|  |                                 |

|  | \| \| Echte Knochenfische (Teleostei) \| \| \| \| \| \| Knochenganoiden (Holostei) \| \| \| \| |
|  |                                                                                                |
|  | † Platysomiformes                                                                              |
|  |                                                                                                |
|  | Echte Knochenfische (Teleostei)                                                                |
|  |                                                                                                |
|  | Knochenganoiden (Holostei)                                                                     |
|  |                                                                                                |

|  | Echte Knochenfische (Teleostei) |
|  |                                 |
|  | Knochenganoiden (Holostei)      |
|  |                                 |

|  | \| \| Echte Knochenfische (Teleostei) \| \| \| \| \| \| Knochenganoiden (Holostei) \| \| \| \| |
|  |                                                                                                |
|  | † Platysomiformes                                                                              |
|  |                                                                                                |
|  | Echte Knochenfische (Teleostei)                                                                |
|  |                                                                                                |
|  | Knochenganoiden (Holostei)                                                                     |
|  |                                                                                                |

|  | Echte Knochenfische (Teleostei) |
|  |                                 |
|  | Knochenganoiden (Holostei)      |
|  |                                 |

|  | \| \| Echte Knochenfische (Teleostei) \| \| \| \| \| \| Knochenganoiden (Holostei) \| \| \| \| |
|  |                                                                                                |
|  | † Platysomiformes                                                                              |
|  |                                                                                                |
|  | Echte Knochenfische (Teleostei)                                                                |
|  |                                                                                                |
|  | Knochenganoiden (Holostei)                                                                     |
|  |                                                                                                |

|  | Echte Knochenfische (Teleostei) |
|  |                                 |
|  | Knochenganoiden (Holostei)      |
|  |                                 |

|  | \| \| Echte Knochenfische (Teleostei) \| \| \| \| \| \| Knochenganoiden (Holostei) \| \| \| \| |
|  |                                                                                                |
|  | † Platysomiformes                                                                              |
|  |                                                                                                |
|  | Echte Knochenfische (Teleostei)                                                                |
|  |                                                                                                |
|  | Knochenganoiden (Holostei)                                                                     |
|  |                                                                                                |

|  | Echte Knochenfische (Teleostei) |
|  |                                 |
|  | Knochenganoiden (Holostei)      |
|  |                                 |

|  | \| \| Echte Knochenfische (Teleostei) \| \| \| \| \| \| Knochenganoiden (Holostei) \| \| \| \| |
|  |                                                                                                |
|  | † Platysomiformes                                                                              |
|  |                                                                                                |
|  | Echte Knochenfische (Teleostei)                                                                |
|  |                                                                                                |
|  | Knochenganoiden (Holostei)                                                                     |
|  |                                                                                                |

|  | Echte Knochenfische (Teleostei) |
|  |                                 |
|  | Knochenganoiden (Holostei)      |
|  |                                 |

|  | \| \| Echte Knochenfische (Teleostei) \| \| \| \| \| \| Knochenganoiden (Holostei) \| \| \| \| |
|  |                                                                                                |
|  | † Platysomiformes                                                                              |
|  |                                                                                                |
|  | Echte Knochenfische (Teleostei)                                                                |
|  |                                                                                                |
|  | Knochenganoiden (Holostei)                                                                     |
|  |                                                                                                |

|  | Echte Knochenfische (Teleostei) |
|  |                                 |
|  | Knochenganoiden (Holostei)      |
|  |                                 |

|  | \| \| Echte Knochenfische (Teleostei) \| \| \| \| \| \| Knochenganoiden (Holostei) \| \| \| \| |
|  |                                                                                                |
|  | † Platysomiformes                                                                              |
|  |                                                                                                |
|  | Echte Knochenfische (Teleostei)                                                                |
|  |                                                                                                |
|  | Knochenganoiden (Holostei)                                                                     |
|  |                                                                                                |

|  | Echte Knochenfische (Teleostei) |
|  |                                 |
|  | Knochenganoiden (Holostei)      |
|  |                                 |

|  | † Scanilepiformes nach Giles et al. |
|  |                                     |
|  | Flösselhechte (Polypteriformes)     |
|  |                                     |

|  | \| \| Echte Knochenfische (Teleostei) \| \| \| \| \| \| Knochenganoiden (Holostei) \| \| \| \| |
|  |                                                                                                |
|  | † Platysomiformes                                                                              |
|  |                                                                                                |
|  | Echte Knochenfische (Teleostei)                                                                |
|  |                                                                                                |
|  | Knochenganoiden (Holostei)                                                                     |
|  |                                                                                                |

|  | Echte Knochenfische (Teleostei) |
|  |                                 |
|  | Knochenganoiden (Holostei)      |
|  |                                 |

|  | \| \| Echte Knochenfische (Teleostei) \| \| \| \| \| \| Knochenganoiden (Holostei) \| \| \| \| |
|  |                                                                                                |
|  | † Platysomiformes                                                                              |
|  |                                                                                                |
|  | Echte Knochenfische (Teleostei)                                                                |
|  |                                                                                                |
|  | Knochenganoiden (Holostei)                                                                     |
|  |                                                                                                |

|  | Echte Knochenfische (Teleostei) |
|  |                                 |
|  | Knochenganoiden (Holostei)      |
|  |                                 |

|  | \| \| Echte Knochenfische (Teleostei) \| \| \| \| \| \| Knochenganoiden (Holostei) \| \| \| \| |
|  |                                                                                                |
|  | † Platysomiformes                                                                              |
|  |                                                                                                |
|  | Echte Knochenfische (Teleostei)                                                                |
|  |                                                                                                |
|  | Knochenganoiden (Holostei)                                                                     |
|  |                                                                                                |

|  | Echte Knochenfische (Teleostei) |
|  |                                 |
|  | Knochenganoiden (Holostei)      |
|  |                                 |

|  | \| \| Echte Knochenfische (Teleostei) \| \| \| \| \| \| Knochenganoiden (Holostei) \| \| \| \| |
|  |                                                                                                |
|  | † Platysomiformes                                                                              |
|  |                                                                                                |
|  | Echte Knochenfische (Teleostei)                                                                |
|  |                                                                                                |
|  | Knochenganoiden (Holostei)                                                                     |
|  |                                                                                                |

|  | Echte Knochenfische (Teleostei) |
|  |                                 |
|  | Knochenganoiden (Holostei)      |
|  |                                 |

|  | \| \| Echte Knochenfische (Teleostei) \| \| \| \| \| \| Knochenganoiden (Holostei) \| \| \| \| |
|  |                                                                                                |
|  | † Platysomiformes                                                                              |
|  |                                                                                                |
|  | Echte Knochenfische (Teleostei)                                                                |
|  |                                                                                                |
|  | Knochenganoiden (Holostei)                                                                     |
|  |                                                                                                |

|  | Echte Knochenfische (Teleostei) |
|  |                                 |
|  | Knochenganoiden (Holostei)      |
|  |                                 |

|  | \| \| Echte Knochenfische (Teleostei) \| \| \| \| \| \| Knochenganoiden (Holostei) \| \| \| \| |
|  |                                                                                                |
|  | † Platysomiformes                                                                              |
|  |                                                                                                |
|  | Echte Knochenfische (Teleostei)                                                                |
|  |                                                                                                |
|  | Knochenganoiden (Holostei)                                                                     |
|  |                                                                                                |

|  | Echte Knochenfische (Teleostei) |
|  |                                 |
|  | Knochenganoiden (Holostei)      |
|  |                                 |

|  | \| \| Echte Knochenfische (Teleostei) \| \| \| \| \| \| Knochenganoiden (Holostei) \| \| \| \| |
|  |                                                                                                |
|  | † Platysomiformes                                                                              |
|  |                                                                                                |
|  | Echte Knochenfische (Teleostei)                                                                |
|  |                                                                                                |
|  | Knochenganoiden (Holostei)                                                                     |
|  |                                                                                                |

|  | Echte Knochenfische (Teleostei) |
|  |                                 |
|  | Knochenganoiden (Holostei)      |
|  |                                 |

|  | \| \| Echte Knochenfische (Teleostei) \| \| \| \| \| \| Knochenganoiden (Holostei) \| \| \| \| |
|  |                                                                                                |
|  | † Platysomiformes                                                                              |
|  |                                                                                                |
|  | Echte Knochenfische (Teleostei)                                                                |
|  |                                                                                                |
|  | Knochenganoiden (Holostei)                                                                     |
|  |                                                                                                |

|  | Echte Knochenfische (Teleostei) |
|  |                                 |
|  | Knochenganoiden (Holostei)      |
|  |                                 |

|  | † Scanilepiformes nach Giles et al. |
|  |                                     |
|  | Flösselhechte (Polypteriformes)     |
|  |                                     |

|  | \| \| Echte Knochenfische (Teleostei) \| \| \| \| \| \| Knochenganoiden (Holostei) \| \| \| \| |
|  |                                                                                                |
|  | † Platysomiformes                                                                              |
|  |                                                                                                |
|  | Echte Knochenfische (Teleostei)                                                                |
|  |                                                                                                |
|  | Knochenganoiden (Holostei)                                                                     |
|  |                                                                                                |

|  | Echte Knochenfische (Teleostei) |
|  |                                 |
|  | Knochenganoiden (Holostei)      |
|  |                                 |

|  | \| \| Echte Knochenfische (Teleostei) \| \| \| \| \| \| Knochenganoiden (Holostei) \| \| \| \| |
|  |                                                                                                |
|  | † Platysomiformes                                                                              |
|  |                                                                                                |
|  | Echte Knochenfische (Teleostei)                                                                |
|  |                                                                                                |
|  | Knochenganoiden (Holostei)                                                                     |
|  |                                                                                                |

|  | Echte Knochenfische (Teleostei) |
|  |                                 |
|  | Knochenganoiden (Holostei)      |
|  |                                 |

|  | \| \| Echte Knochenfische (Teleostei) \| \| \| \| \| \| Knochenganoiden (Holostei) \| \| \| \| |
|  |                                                                                                |
|  | † Platysomiformes                                                                              |
|  |                                                                                                |
|  | Echte Knochenfische (Teleostei)                                                                |
|  |                                                                                                |
|  | Knochenganoiden (Holostei)                                                                     |
|  |                                                                                                |

|  | Echte Knochenfische (Teleostei) |
|  |                                 |
|  | Knochenganoiden (Holostei)      |
|  |                                 |

|  | \| \| Echte Knochenfische (Teleostei) \| \| \| \| \| \| Knochenganoiden (Holostei) \| \| \| \| |
|  |                                                                                                |
|  | † Platysomiformes                                                                              |
|  |                                                                                                |
|  | Echte Knochenfische (Teleostei)                                                                |
|  |                                                                                                |
|  | Knochenganoiden (Holostei)                                                                     |
|  |                                                                                                |

|  | Echte Knochenfische (Teleostei) |
|  |                                 |
|  | Knochenganoiden (Holostei)      |
|  |                                 |

|  | \| \| Echte Knochenfische (Teleostei) \| \| \| \| \| \| Knochenganoiden (Holostei) \| \| \| \| |
|  |                                                                                                |
|  | † Platysomiformes                                                                              |
|  |                                                                                                |
|  | Echte Knochenfische (Teleostei)                                                                |
|  |                                                                                                |
|  | Knochenganoiden (Holostei)                                                                     |
|  |                                                                                                |

|  | Echte Knochenfische (Teleostei) |
|  |                                 |
|  | Knochenganoiden (Holostei)      |
|  |                                 |

|  | \| \| Echte Knochenfische (Teleostei) \| \| \| \| \| \| Knochenganoiden (Holostei) \| \| \| \| |
|  |                                                                                                |
|  | † Platysomiformes                                                                              |
|  |                                                                                                |
|  | Echte Knochenfische (Teleostei)                                                                |
|  |                                                                                                |
|  | Knochenganoiden (Holostei)                                                                     |
|  |                                                                                                |

|  | Echte Knochenfische (Teleostei) |
|  |                                 |
|  | Knochenganoiden (Holostei)      |
|  |                                 |

|  | \| \| Echte Knochenfische (Teleostei) \| \| \| \| \| \| Knochenganoiden (Holostei) \| \| \| \| |
|  |                                                                                                |
|  | † Platysomiformes                                                                              |
|  |                                                                                                |
|  | Echte Knochenfische (Teleostei)                                                                |
|  |                                                                                                |
|  | Knochenganoiden (Holostei)                                                                     |
|  |                                                                                                |

|  | Echte Knochenfische (Teleostei) |
|  |                                 |
|  | Knochenganoiden (Holostei)      |
|  |                                 |

|  | \| \| Echte Knochenfische (Teleostei) \| \| \| \| \| \| Knochenganoiden (Holostei) \| \| \| \| |
|  |                                                                                                |
|  | † Platysomiformes                                                                              |
|  |                                                                                                |
|  | Echte Knochenfische (Teleostei)                                                                |
|  |                                                                                                |
|  | Knochenganoiden (Holostei)                                                                     |
|  |                                                                                                |

|  | Echte Knochenfische (Teleostei) |
|  |                                 |
|  | Knochenganoiden (Holostei)      |
|  |                                 |

|  | † Scanilepiformes nach Giles et al. |
|  |                                     |
|  | Flösselhechte (Polypteriformes)     |
|  |                                     |

### Gattungen
- Beishanichthys Xu & Gao, 2011, Untertrias, Bejschan (China)
- Fukangichthys Su, 1978, Mitteltrias, Xinjiang (China)
- Evenkia Berg, 1941, Obertrias, Sibirien
- Mizhilepis, Obertrias, Shaanxi (China)
- Oshia Sytchevskaya, 1999, Obertrias, Kirgisistan
- Scanilepis Aldinger, 1935, Obertrias, Schweden
- Tanaocrossus Schaeffer, 1967, Obertrias, USA